# Ophiomyia decembris
Ophiomyia decembris är en tvåvingeart som beskrevs av Spencer 1959. Ophiomyia decembris ingår i släktet Ophiomyia och familjen minerarflugor. Inga underarter finns listade i Catalogue of Life.